# Friedrich von Lössl

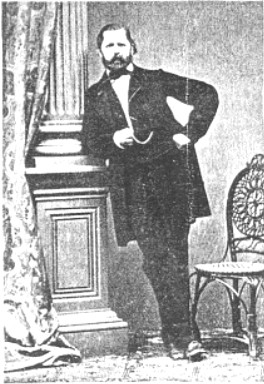
Friedrich von Lössl im Alter von ca. 45 Jahren

Friedrich Ritter von Lössl (* 14. Januar 1817 in Weiler im Allgäu; † 14. Mai 1907 in Wien; manchmal auch Lößl und Loeßl) war ein technisch vielseitig interessierter und naturwissenschaftlich gebildeter Ingenieur, ein herausragender Pionier des Eisenbahnstreckenbaus des 19. Jahrhunderts in Bayern und in Österreich, Flugpionier und Erfinder (unter anderem des autodynamischen Uhrensystems). Daneben trat er als Schöpfer schöner Landschafts- und Gebäudeskizzen und als Förderer von Kunst und Kultur hervor.

## Leben
Friedrich Lössl besuchte das „Alte Gymnasium“ in München (heute: Wilhelmsgymnasium München) und studierte von 1836 bis 1841 an der Universität und an der Polytechnischen Schule München, heute Technische Universität München. Zusätzlich belegte er Zeichenkurse an der dortigen Kunstakademie. Seinen Ingenieurtitel erhielt er im Alter von 24 Jahren.
In den ersten 15 Berufsjahren war er als Eisenbahn- und Hochbauingenieur für die Planung und den Bau von Eisenbahnlinien und Brücken in Bayern tätig. 1856 wechselte er als Ingenieur I. Klasse nach Österreich zur Kaiserin-Elisabeth-Westbahn.
Lössls Wohnsitz änderte sich mit seinen Projekten. So hielt er sich von 1856 bis 1858 in Salzburg auf, dann in Linz (Oberösterreich), dann für ein Jahr in Immenstadt im Allgäu (Bayern) und schließlich nach Wien, bevor er seinen Altershauptwohnsitz nach Aussee (seit 1911 Bad Aussee) verlegte.

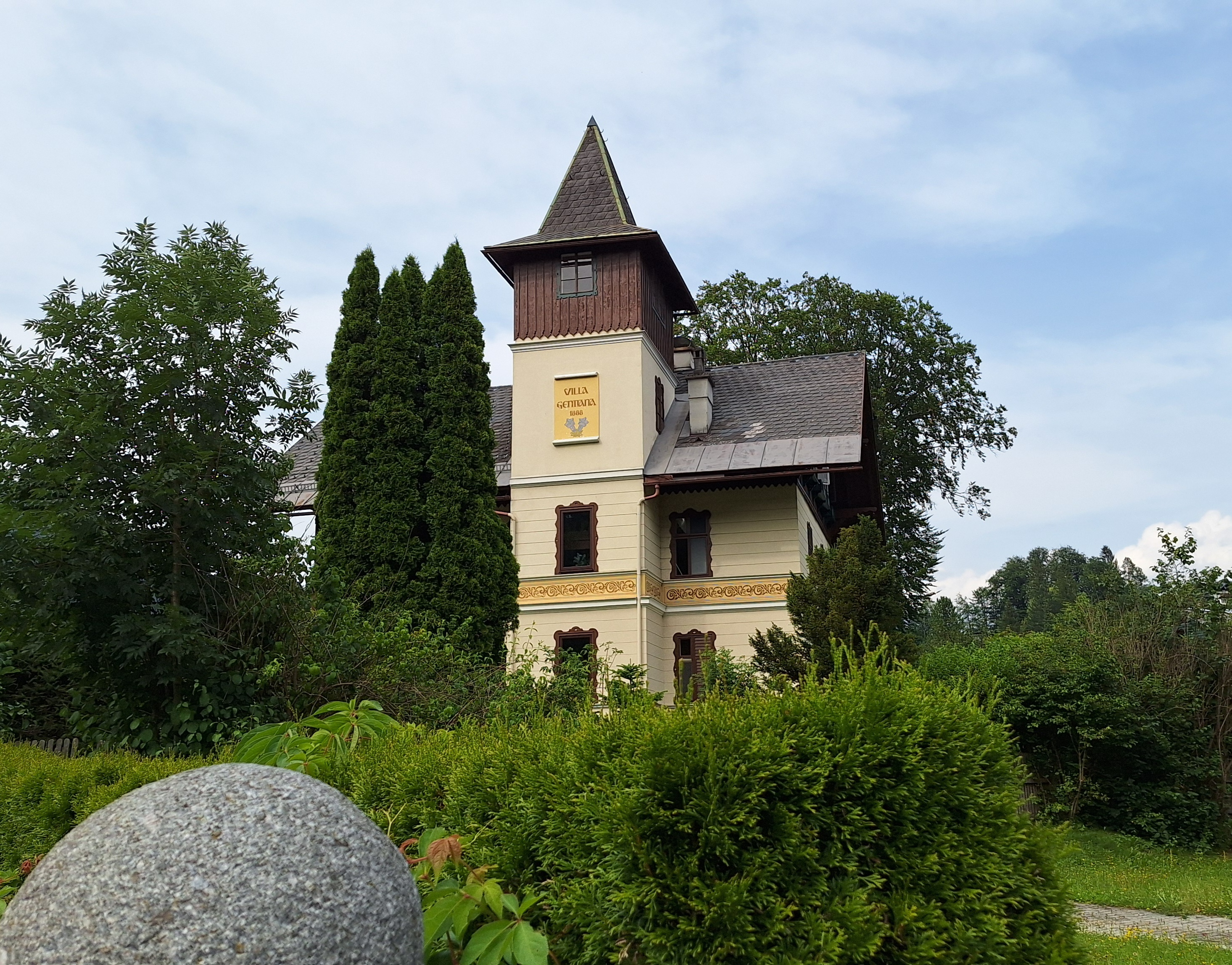
Villa Gentiana

In Aussee hatte sich Lössl 1888 die Villa Gentiana (Enzian) auf dem Neuperfeld in Aussee bauen lassen (heute Bahnhofstraße 210).

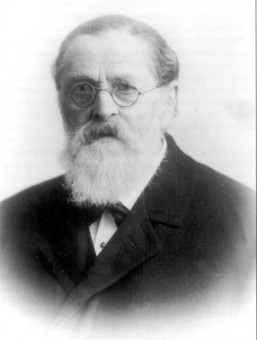
Friedrich von Lössl in späteren Lebensjahren

1907 starb Lössl 90-jährig an einer Lungenentzündung in Wien, kurz vor einer geplanten Abreise nach Aussee.

## Familie
Die Vorfahren von Lössls stammten aus Rötz in der Oberpfalz und hatten dort über Generationen das Messerschmiede- bzw. Schuhmacherhandwerk betrieben. In der zweiten Hälfte des 18. Jahrhunderts wanderten die Brüder Johann Andreas und Johann Baptist aus und siedelten sich in München an. Beide machten in der bayerischen Verwaltungshierarchie Karriere und wurden 1790 von Kurfürst Karl Theodor mit dem Prädikat Edle in den Reichsritter- und alten Landadelstand aufgenommen.S. 2–4 Der Sohn von Johann Baptist von Lössl war der Landgerichtsassessor Josef Valentin Johann Baptist Ritter von Lössl, der es ebenfalls zu hohem Ansehen brachte.S. 21 Er wurde der Vater Friedrich Ritter von Lössls, starb aber bereits 1820, als sein Sohn erst drei Jahre alt war. Die Mutter ging nach München zurück, wo Friedrich unter der Vormundschaft des Bruders seiner Mutter Dr. Johann Perner aufwuchs und zur Schule ging.S. 4
Friedrich von Lössl heiratete 1849 Luise Maria Probst (1826–1897). Sie war das älteste von 9 Kindern des Kaufmanns Jakob Joseph Probst (1788–1859), der mit vier Söhnen die Mechanische Bindfadenfabrik Immenstadt gründete. Die Lössls hatten 10 Kinder. Sohn Siegmund von Lössl (* 1856; † 1938) war von April 1906 bis Dezember 1918 Mitglied im Staatsrat des bayerischen Königs und in diesem beratenden Gremium zuständig für Außenpolitik.
Abstammungsliste
1. Hans Georg Lösel (* um 1660), Schuhmacher in Rötz; ⚭ Anna Margarethe Lösl
  1. Georg Balthasar Lösl (* 1690 in Rötz); 2⚭ Anna Maria Greiner
    1. Johann Andreas Ritter und Edler von Lössl (1733–1788), kurfürstlich pfalzbayerischer Hofkammerrat, Obersiegelamtswalter
    2. Johann Baptist Ritter und Edler von Lössl (1746–1824), kurfürstlich pfalzbayerischer Landrichter, Kastner und Lehensprobst, Amtsverweser der Landgrafschaft Haag (nördlich von Wasserburg am Inn)
      1. Josef Valentin Johann Baptist Ritter von Lössl, Landsgerichtsassessor
        1. Friedrich Ritter von Lössl (1817–1907), Erfinder, Eisenbahn- und Luftfahrtpionier
          1. Siegmund Ritter und Edler von Lößl (1856–1938), Bayerischer Staatsrat

## Lebenswerk

### Vermessungsingenieur und Kartograf
Lössl suchte beim Zeichnen von Landkarten nach Möglichkeiten, Höhenunterschiede auf flacher Zeichnung erkennbar zu machen. Er erfand dabei eine spezielle Methode der Landschaftsdarstellung mit Hilfe der schon bekannten (nicht von ihm erfundenen) Höhenschichtlinien und der daraus gestalteten Schichtenreliefs und wurde dafür auf der Weltausstellung 1873 in Wien mit einer Goldmedaille ausgezeichnet.

### Eisenbahnpionier
Lössl trassierte insgesamt 2500 km Eisenbahnlinien in Bayern und im Kaiserreich Österreich (nach 1867 Österreich-Ungarn), darunter die Bahnstrecke München – Salzburg und einen Teil der Salzkammergutbahn Schärding – Ried – Ebensee – Bad Ischl – Stainach/Irdning. Er war dabei einer der ersten, der regelmäßig mit den vorgenannten Höhenschichtlinien arbeitete.

### Erfinder
Lössl hatte zahlreiche Ideen, von denen er sechs patentieren ließ (Privilegien). Darunter ein Schiff, das die Wasserströmung nutzte und damit flussaufwärts fahren konnte.
In Salzburg wollte er einen Lenkballon zum Transport von Sommerfrischlern auf den Gaisberg einsetzen, konnte das Projekt aber nicht verwirklichen.

### Die autodynamische Uhr

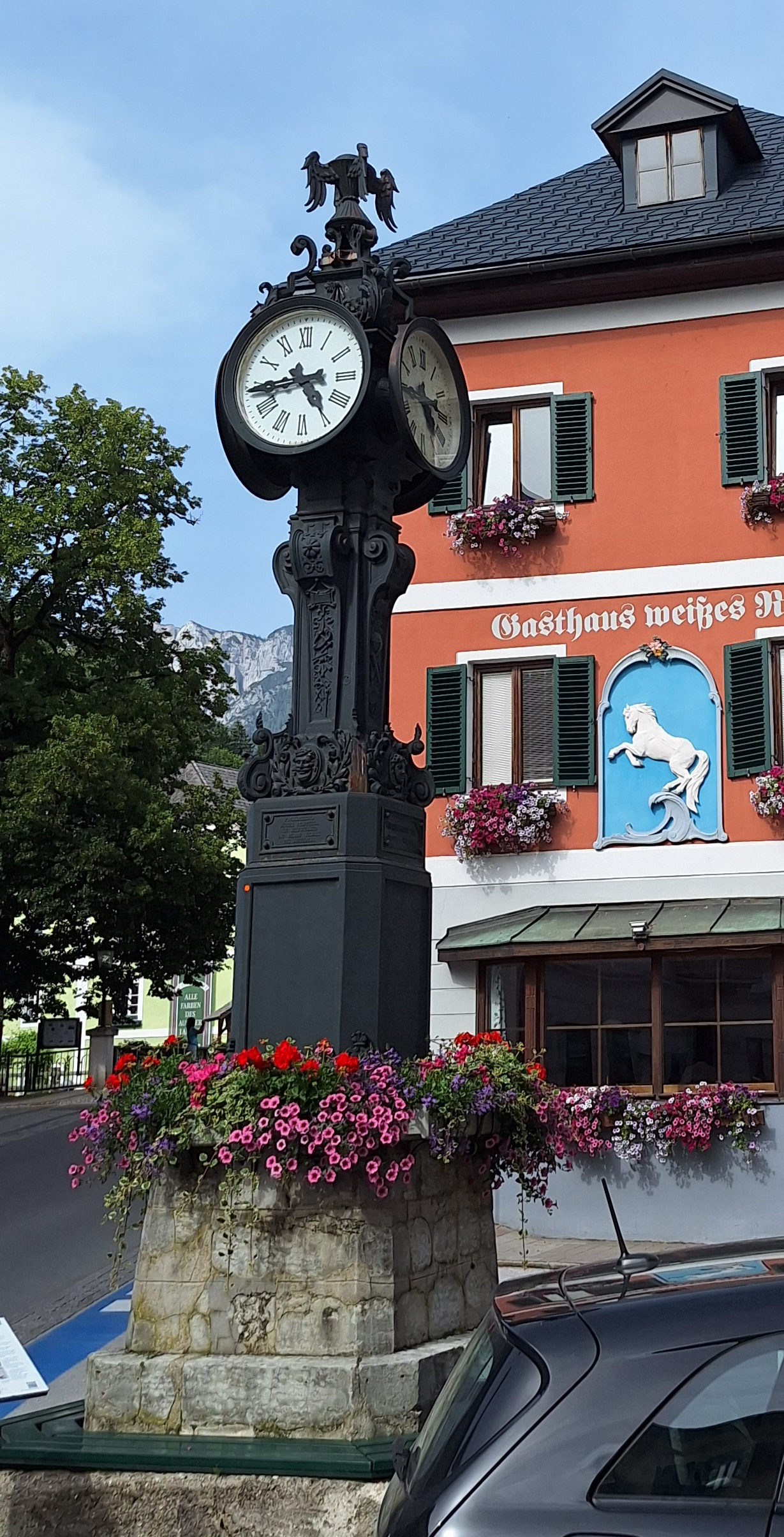
Lössls ehemals autodynamisch betriebene Uhr in Bad Aussee

1880, im Alter von 63 Jahren, stellte er der Öffentlichkeit seine bekannteste Erfindung, die von ihm konstruierte autodynamische Uhr vor, die als Energiequelle für den Aufzug die Schwankungen von Luftdruck und Lufttemperatur nutzte. Er erhielt ein Patent des Kaiserlichen Patentamtes vom 28. Oktober 1880. Er hatte die Idee einer „kostenlosen“ Energiequelle lange vor dem Ingenieur Jean-Léon Reutter, der 1928 – also 48 Jahre später – die heute noch hergestellte Atmos entwickelte, deren Funktion auf den gleichen physikalischen Grundlagen basiert. Ritter von Lössls Tragik war, dass die damals aufkommende Elektrizität als Energielieferant für Uhren bevorzugt wurde und seine Technologie in Vergessenheit geraten ließ. Wahrscheinlich wurden nicht mehr als 14 Uhren gebaut.
Lössls Uhren in Paris, Hamburg, Wien, Linz und Marburg sind von der Bildfläche verschwunden. Das einzig erhaltene, aber nunmehr elektrisch betriebene Exemplar steht in Bad Aussee.

### Die Lössl-Uhr in Bad Aussee
Das einzig erhaltene Exemplar einer Autodynamischen Uhr von Lössl steht in Bad Aussee.
1897 machte von Lössl die Uhr der Gemeinde Bad Aussee zum Geschenk. Bis 1894 hatte sie in Wien gestanden, musste aber dem Stadtbahn-Bau am Währingergürtel weichen. Heute wird die Lössl-Uhr durch ein elektrisches Laufwerk angetrieben, da die Erschütterungen des vorbeifließenden Verkehrs dem sensiblen Uhrwerk stark zugesetzt hatten.

„Es war vor 100 Jahren schon eine Einzigartigkeit, die Form des Aufzuges und vor allem die Form der Hemmung – das Kreispendel. […] Der Umbau auf ‚elektrisch‘ erfolgte […] aus dem Grund, dass die Uhr auf einer Verkehrsfläche steht, die auch stark von Schwerverkehr befahren wird.
Wäre dies nicht, bliebe zumindest ein enormer Wartungsaufwand, um den über 100 Jahre alten Mechanismus zum Laufen anzuhalten.
Auch die Dichtheit des 0,5-Kubikmeter-Luftbehälters und der Druckdosen war nicht mehr gegeben.
Vor gut einem Jahr habe ich den elektrischen Uhrenantrieb repariert und möchte folgendes festhalten: Das mechanische Uhrwerk ist konserviert und befindet sich im Heimatmuseum unter sicherem Verschluss. Das Kreispendel befand sich nicht mehr in der Säule der Uhr. Die Triebwelle zwischen Uhrwerk und Winkelgetriebe der Zeigerspiele habe ich geborgen. Weiters einen kleinen Hebel, der von der Pendelaufnahme stammen dürfte. Die Druckdosen sind noch vor Ort und in einem erbärmlichen Zustand. Ich werde sie demnächst ausbauen und ebenfalls ins Museum verbringen.
Ansonsten wird diese einzigartige Monumentaluhr von der Stadtgemeinde Bad Aussee pfleglich behandelt und […] zeigt auf allen vier Zifferblättern die genaue Zeit an.“

„Unter der Besatzungszeit nach dem 2. Weltkrieg hatten übermütige junge amerikanische Soldaten diese Uhr als Zielscheibe auserkoren. Ein sehr guter Pistolenschütze unter ihnen sagte: Nicht das Zifferblatt, auch nicht der Adler am obersten Spitz sondern dessen Kopf soll getroffen werden. Wie man auf dem eingestellten Foto erkennen kann, fehlt dieser seitdem.
So hat der Ehrgeiz dieser Männer [zufälligerweise] die Uhr vor größeren Schäden bewahrt.“

### Flugpionier
Lössl Villa Gentiana in Bad Aussee war so ausgestattet, dass er dort aerodynamische Experimente durchführen konnte. Die Villa war gefüllt mit Flugversuchsmodellen.
Sein Hauptwerk auf dem Gebiet der Luftfahrt: Die Luftwiderstands-Gesetze, der Fall durch die Luft und der Vogelflug: mathematisch-mechanische Klärung auf experimenteller Grundlage (1895) war für die Entwicklung der Flugzeuge bahnbrechend. Heute ist der Techniker und Erfinder zu Unrecht fast vergessen.

## Ehrungen
- Weltausstellung 1873 in Wien: Goldmedaille für seine Methode der Planung von Eisenbahntrassen mit Schichtenreliefs.
- 5. Oktober 1913: Enthüllung einer Gedenktafel an der Villa Gentiana.[10]
- Benennung der neben der Villa Gentiana gelegenen Straße Lößlpromenade in Bad Aussee
- 1960: Benennung der Verkehrsfläche Lösslweg in Wien-Leopoldstadt (2. Gemeindebezirk).

## Literarische Werke Lössls
- Über Isopeden-Reliefe. Traunstein: 1854.
- Relief einer Terrain-Partie bei Traunstein in Isopeden von 10 zu 10 bayr. Fuss Verticalabstaenden nebst den Meertiefen von 2 zu 2 bayer. Fuss; hierzu zwei variante Projections-Stücke der München-Salzburger-Eisenbahn, dargestellt von F. R. v. Loessl. Traunstein: Miller, 1854.
- Technischer Bericht zum Projekte eines Schifffahrtskanales zwischen der Save und Donau in der Militärgrenze und Slavonien. Wien 1869.
- 39 Tafeln isopedische Terrain-Aufnahmen aus dem im Jahre 1871 von Friedrich Ritter von Loessl verfassten Detail-Projekte der Salzkammergut-Bahn enthaltend den Übergang der Trace über das Hausruckgebirge mit dem Thomasroither Kohlenrevier. Wien: Hölder, 1873.
- Aussee und Umgebung mit allen bestehenden Fahr- und Geh-Wegen. 1882.
- Der Luftwiderstand in Allgemeinen und in seiner besonderen Beziehung auf Luftschiffahrt. Wien: Selbstverlag des Vereines zur Verbreitung naturwissenschaftlicher Kenntnisse, 1886.
- Die Luftwiderstands-Gesetze, der Fall durch die Luft und der Vogelflug: mathematisch-mechanische Klärung auf experimenteller Grundlage. Wien: Hölder, 1896.
- Vier Tagebücher, Kurrentschrift, Tinte auf Büttenpapier: Tagebuch 1: 1833–1839, Tagebuch 2: 1840–1849, Tagebuch 3: 1850–1880, Tagebuch 4: Juli 1880–1905

Weitere Werke von Lössl siehe Literaturverzeichnis im Buch von Gschwandtner.